# Мумінобод (смт)
Мумінобод (тадж. Муъминобод) — селище на правах джамоату у складі Хатлонської області Таджикистану. Адміністративний центр однойменного району.
Статус селища міського типу — з 1966 року. До 1973 року — Мумінабад. З 1973 по 14 червня 2012 року — смт. Ленінградський. 14 червня 2012 року перейменовано на Мумінобод.

## Клімат
Містечко знаходиться у зоні, котра характеризується вологим континентальним кліматом з теплим літом. Найтепліший місяць — липень із середньою температурою 22.2 °C (72 °F). Найхолодніший місяць — січень, із середньою температурою -4 °С (24.8 °F).
| Клімат Мумінобода       | Клімат Мумінобода | Клімат Мумінобода | Клімат Мумінобода | Клімат Мумінобода | Клімат Мумінобода | Клімат Мумінобода | Клімат Мумінобода | Клімат Мумінобода | Клімат Мумінобода | Клімат Мумінобода | Клімат Мумінобода | Клімат Мумінобода | Клімат Мумінобода |
| Показник                | Січ.              | Лют.              | Бер.              | Квіт.             | Трав.             | Черв.             | Лип.              | Серп.             | Вер.              | Жовт.             | Лист.             | Груд.             | Рік               |
| Середня температура, °C | −4                | −1,9              | 3,8               | 10,5              | 14,3              | 19                | 22,2              | 21,3              | 16,4              | 10,7              | 4,6               | −0,4              | 9,7               |
| Норма опадів, мм        | 79.7              | 97.7              | 137.7             | 132.7             | 110.3             | 22.8              | 9.8               | 2                 | 2.8               | 44.5              | 56.3              | 71.7              | 768               |
| Днів з опадами          | 7,2               | 9                 | 12,1              | 12,4              | 11                | 4,2               | 2,4               | 0,8               | 1,3               | 4,9               | 5,7               | 7,3               | 78,3              |
| Вологість повітря, %    | 70.6              | 70                | 66.2              | 63.2              | 57.9              | 42.9              | 36.1              | 36.2              | 39.6              | 49.4              | 58.8              | 66.4              | 54.8              |
| ----------------------- | ----------------- | ----------------- | ----------------- | ----------------- | ----------------- | ----------------- | ----------------- | ----------------- | ----------------- | ----------------- | ----------------- | ----------------- | ----------------- |
| Джерело: Weatherbase    |                   |                   |                   |                   |                   |                   |                   |                   |                   |                   |                   |                   |                   |